# Berkenbladnerfgalmug
De berkenbladnerfgalmug (Massalongia rubra) is een muggensoort uit de familie van de galmuggen (Cecidomyiidae). De wetenschappelijke naam van de soort werd in 1890 als Hormomyia rubra gepubliceerd door Jean-Jacques Kieffer. In 1895 plaatste Kieffer de soort als Oligotrophus ruber in het geslacht Oligotrophus. Twee jaar later plaatste hij de soort als typesoort in het op dat moment door hem gecreëerde geslacht Massalongia.